# Tyleria terrae-humilis
Tyleria terrae-humilis är en tvåhjärtbladig växtart som beskrevs av C. Sastre. Tyleria terrae-humilis ingår i släktet Tyleria och familjen Ochnaceae. Inga underarter finns listade i Catalogue of Life.